# Günther Kapfhammer
Günther Kapfhammer (* 27. Januar 1937 in München; † 16. August 1993) war ein deutscher Volkskundler.

## Leben
Er studierte Volkskunde, Kunstgeschichte und bayerische Landesgeschichte an den Universitäten München und Würzburg. Nach der Promotion 1965 war er von 1965 bis 1975 wissenschaftlicher Mitarbeiter am Institut für Volkskunde der Kommission für bayerische Landesgeschichte bei der Bayerischen Akademie der Wissenschaften. Seit 1975 war er Vertreter des Faches Landes- und Volkskunde an der Universität Augsburg. Nach der Habilitation 1980 wurde er 1989 außerplanmäßiger Professor an der Universität Augsburg.